# ترکیب چندحلقه‌ای
در زمینه شیمی آلی، یک ترکیب چند حلقه ای یک ترکیب آلی است که دارای چندین حلقه بسته متشکل از اتم‌ها به ویژه کربن است.  این زیر ساخت‌های حلقه ای شامل سیکلوآلکان‌ها، آروماتیک‌ها و دیگر انواع حلقه‌ها هستند. آنها در اندازه‌های سه اتم و بیشتر وجود دارند و در ترکیب پیوندهای که شامل اتصال (مانند biaryls)، جوش خوردن (لبه به لبه، مانند در انتتراژن و استروئید)، از طریق یک اتم واحد (از جمله در ترکیبات اسپیرو)، ترکیبات پل، و لانگیفولن هستند. اگر چه کلمه پلی به معنی «تعداد زیادی» است، اما برای تعداد حلقه‌هایی که موجب می‌شود ترکیب چند حلقه ای محسوب شود، قوانینی وجود دارد. بسیاری از حلقه‌های کوچکتر با پیشوندهای خاص (به عنوان مثال دوحلقه ای، سه حلقه ای، چهار حلقه ای، و غیره) توصیف می‌شوند. اصطلاح چند حلقه ای زمانی استفاده می‌شود که نمی‌توان از پیشوندهای بالا استفاده کرد.
به‌طور کلی اصطلاح چند حلقه ای شامل ترکیبات آروماتیک چند حلقه ای، از جمله هیدروکربن‌های آروماتیک چند حلقه ای، و همچنین ترکیبات آروماتیک هتروسیکلی با حلقه‌های چندگانه (که در آن ترکیبات هتروآروماتیک، ترکیبات آروماتیکی هستند که علاوه بر کربن حاوی گوگرد، نیتروژن، اکسیژن یا دیگر اتم‌های غیر کربن در حلقه‌های آنها هستند)

Brevetoxin A، یک ترکیب طبیعی با ده حلقه، همه متصل به هم، و همه هتروسیکل‌ها، و یک مولکول سمی مرتبط با ارگانیسم‌هایی است که مسئول جزایر قرمز هستند. گروه R در سمت راست به یکی از چند زنجیره جانبی با چهار کربن احتمالی اشاره دارد. (نگاه کنید به Brevetoxin .)